# 非子
非子（ひし、紀元前933年 - 紀元前858年）は、中国西周期の人物である。嬴姓。秦の建国者であり、大駱の子。

## 生涯
周の孝王に仕え、当時衰えていた周の国力を回復させようとしていた。孝王から秦邑の地を与えられた。
紀元前858年に亡くなり、息子の秦侯が所領を継承した。

## 参考資料
- 『史記』（秦本紀第五）

| スタブアイコン | サブスタブ | この項目は、まだ閲覧者の調べものの参照としては役立たない、人物に関連した書きかけの項目です。この項目を加筆・訂正などしてくださる協力者を求めています（P:人物伝/PJ:人物伝）。 |